# Suboh (plaats)
Suboh is een bestuurslaag in het regentschap Situbondo van de provincie Oost-Java, Indonesië. Suboh telt 3910 inwoners (volkstelling 2010).